# Marc Sandorf
Marc Sandorf (* 21. September 1964 in Los Angeles), eigentlich Marc Gabler, ist ein deutscher Schlagersänger.

## Leben

### Privates
Sandorf, als Sohn von Deutschen in Los Angeles geboren, lebte bis zu seinem dritten Lebensjahr in den Vereinigten Staaten. Bis zu seinem 18. Lebensjahr hatte Sandorf auch die US-amerikanische Staatsangehörigkeit. Nach der Rückkehr seiner Eltern nach Deutschland, in Mittelfranken (Erlangen) auf, wo er auch die Schule besuchte. Nach seinem Realschulabschluss machte er von 1981 bis 1984 eine Berufsausbildung als Physiotherapeut, Masseur und Medizinischer Bademeister.
Sandorf ist Inhaber einer eigenen Praxis für Physiotherapie in Hagenau (Stand: März 2019). Er hat zwei Söhne und lebt in Baiersdorf.

### Karriere
Sandorf arbeitete zunächst als Dressman für Herrenausstatter. 1987 wurde er von der Talentsucherin Erika Krug entdeckt. Im selben Jahr wurde er bei einem Modelwettbewerb, einem Vorläufer der heutigen Mister-Germany-Wahlen, zum „Mr. Germany“ gewählt.
Seine erste Single mit dem Titel „Und zum Nachtisch süße Küsse“ erschien 1990. Zwischen 1990 und 2001 veröffentlichte er mehrere Singles und Maxi-CDs. Seine Titel erschienen u. a. bei den Labels Tyrolis und Bellaphon. Bei Bellaphon wurde er als „Nationaler Künstler“ geführt. Seine zweite Single „Lady Love“, die 1991 noch auf Schallplatte erschien, wurde von Michael Holm geschrieben und produziert. Mit diesem Lied hatte er auch seinen ersten TV-Auftritt. Die Texte zu seinen Liedern schrieb Sandorf meist selbst. Fernsehauftritte hatte er u. a. in der „ARD-Wunschbox“ mit Ingo Dubinski und in der von Dieter Thomas Heck produzierten Sendung „Die deutsche Schlagerparade“. Mit dem Titel „Sweet Mambo Girl“ erreichte er Platz 2 bei der „Deutschen Schlagerparade“.
Bei Stars für UNICEF 1995 wirkte er neben u. a. Olaf Berger, Cindy & Bert, Dagmar Frederic und Karat als Sänger bei dem Projekt mit „Ich zünd ’ne Kerze an für dich“ mit.
2001 gab Sandorf seine Schlagerkarriere auf. Er arbeitete als Physiotherapeut und baute seine eigene berufliche Selbständigkeit auf. Im Oktober 2016, gab er mit seinen eigenen Titeln und Liedern von Michael Holm aus den 1970er Jahren sein Comeback als Schlagersänger bei einem regionalen Auftritt in Höchstadt an der Aisch. Im Januar 2017 wurde sein Titel „Du fängst den Wind niemals ein“ als MP3-Download veröffentlicht, es folgten im selben Jahr „Königin der Nacht“ und „Winter in Kanada“. Sein Album „Spürst du dein Herz“ ist im Frühjahr 2018 erschienen. Seit Juni 2019 ist Marc Sandorf auch gemeinsam im Duo mit Alexander Grafenberg mit dem gemeinsamen Song „Tequila und Dolce Vita“ aktiv. Er ist auch als Texter und Komponist für andere Interpreten tätig, u. a. für Nicole Freytag und Chris Wolff.

## Diskografie
- 1990: Und zum Nachtisch süße Küsse (BB Music)
- 1990: Frage der Zeit (BB Music)
- 1991: Lady Love (Mediaphon)
- 1991: Träume fängt man nicht (Mediaphon)
- 1991: Zärtliche Hände (Mediaphon)
- 1994: Wenn du nochmal dieses Feuer spürst (Maxi-Single; Tyrolis)
- 1994: Angela (Tyrolis)
- 1995: Deinetwegen (Maxi-Single; Tyrolis)
- 1995: Das Wunder einer Samstagnacht (Tyrolis)
- 1995: Ich zünd’ ne Kerze an (Maxi-Single; Broken Records)
- 2000: Sweet Mambo Girl (Maxi-Single; Streetlife/Bellaphon)
- 2000: Hallo Engel (Streetlife/Bellaphon)
- 2001: Schon gewonnen (Maxi-Single; Streetlife/Bellaphon)
- 2001: Zum zweiten Mal in dich verliebt (Streetlife/Bellaphon)
- 2017: Königin der Nacht (MP3; Hitmix Music)
- 2017: Winter in Kanada (MP3; Hitmix Music)
- 2017: Du fängst den Wind niemals ein (MP3; Hitmix Music)
- 2018: Spürst du dein Herz (Album-CD; Hitmix Music)
- 2018: Das Gefühl für mich (MP3; Hitmix Music)
- 2019: DJ Party (MP3; Hitmix Music)
- 2019: Tequila und Dolce Vita (MP3; Hitmix Music), Duo-Titel mit A. Grafenberg
- 2021: Träume dürfen niemals sterben (MP3; Hitmix Music)
- 2021: Ich will Spaß (MP3; Hitmix Music)
- 2021: Wenn ein Stern vom Himmel fällt (MP3; Hitmix Music)
- 2022: Goodbye my Love Goodbye (MP3; Hitmix Music)
- 2024: Summer Love (MP3; Mega Mix), Duo-Titel Marc & Anna